# کنفدراسیون عمومی کار (فرانسه)
کنفدراسیون عمومی کار (به فرانسوی: Confédération générale du travail‎، به‌اختصار CGT س‌ژت) یک مرکز ملی سندیکایی است که سال ۱۸۹۵ در شهر لیموژ پایه‌گذاری شد. این کنفدراسیون از اصلی‌ترین کنفدراسیون‌های سندیکایی کشور فرانسه به‌شمار می‌رود. بزرگ‌ترین از حیث آراء (۳۲٫۱٪ در انتخابات حرفه‌ای ۲۰۰۲ و ۳۴٫۰٪ در انتخابات ۲۰۰۸)، و دومین از لحاظ تعداد افرادی که در آن عضویت دارند.
پیش از افزایش تعداد اعضای فعلی‌اش به ۷۲۰٬۰۰۰ (اندکی کم‌تر از کنفدراسیون دموکراتیک کار فرانسه) تعداد اعضای آن یک‌بار در سال‌های ۹۶–۱۹۹۵ به ۶۵۰٬۰۰۰ کاهش پیدا کرد. زمانی که فرانسوا میتران در سال ۱۹۸۱ رئیس‌جمهور شد، بیش از دو برابر این تعداد عضو داشت.